# Mondsichel

Osmanische stilisierte Darstellungsform der Mondsichel

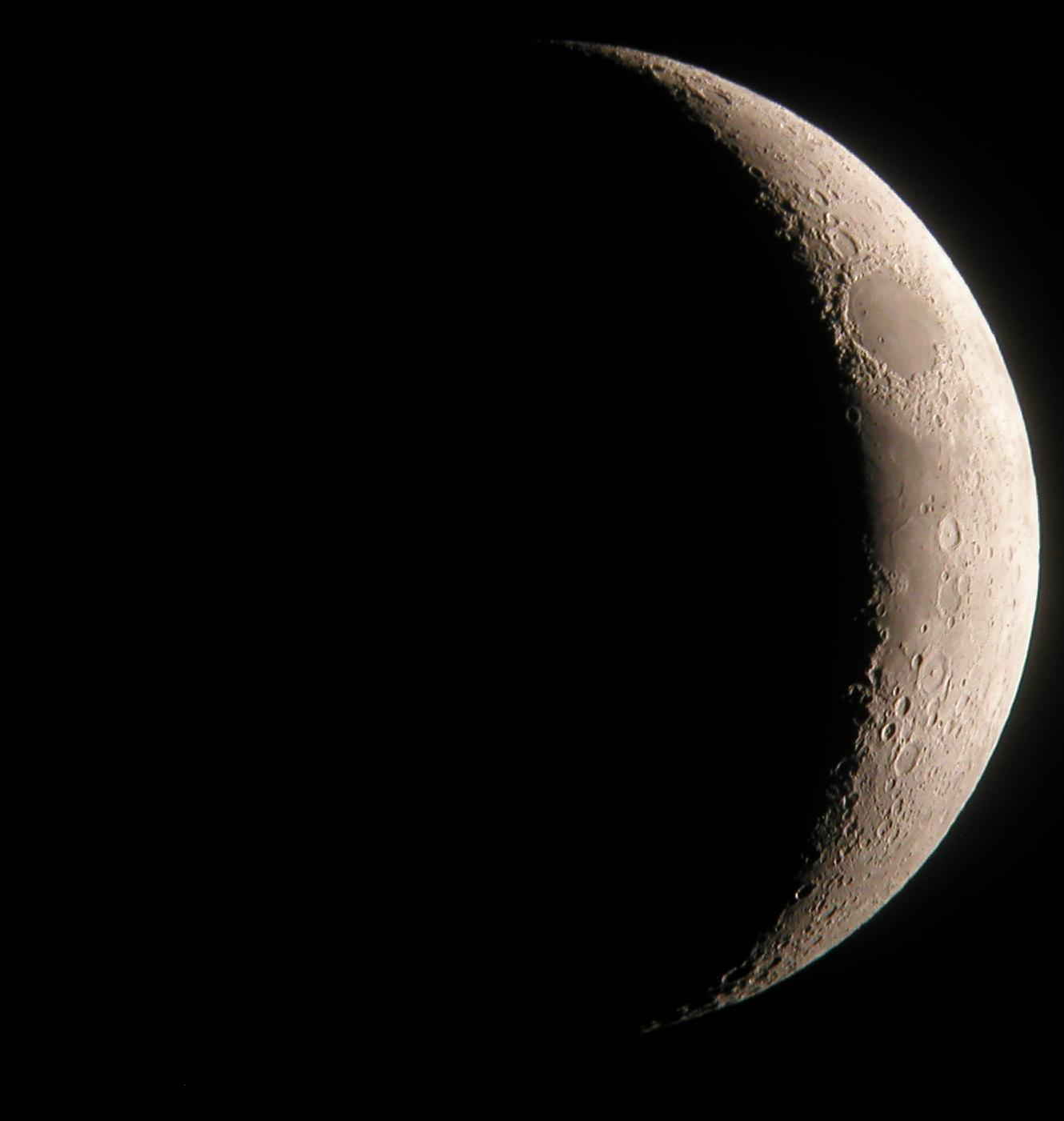
Tatsächliche Mondsichel zum Vergleich

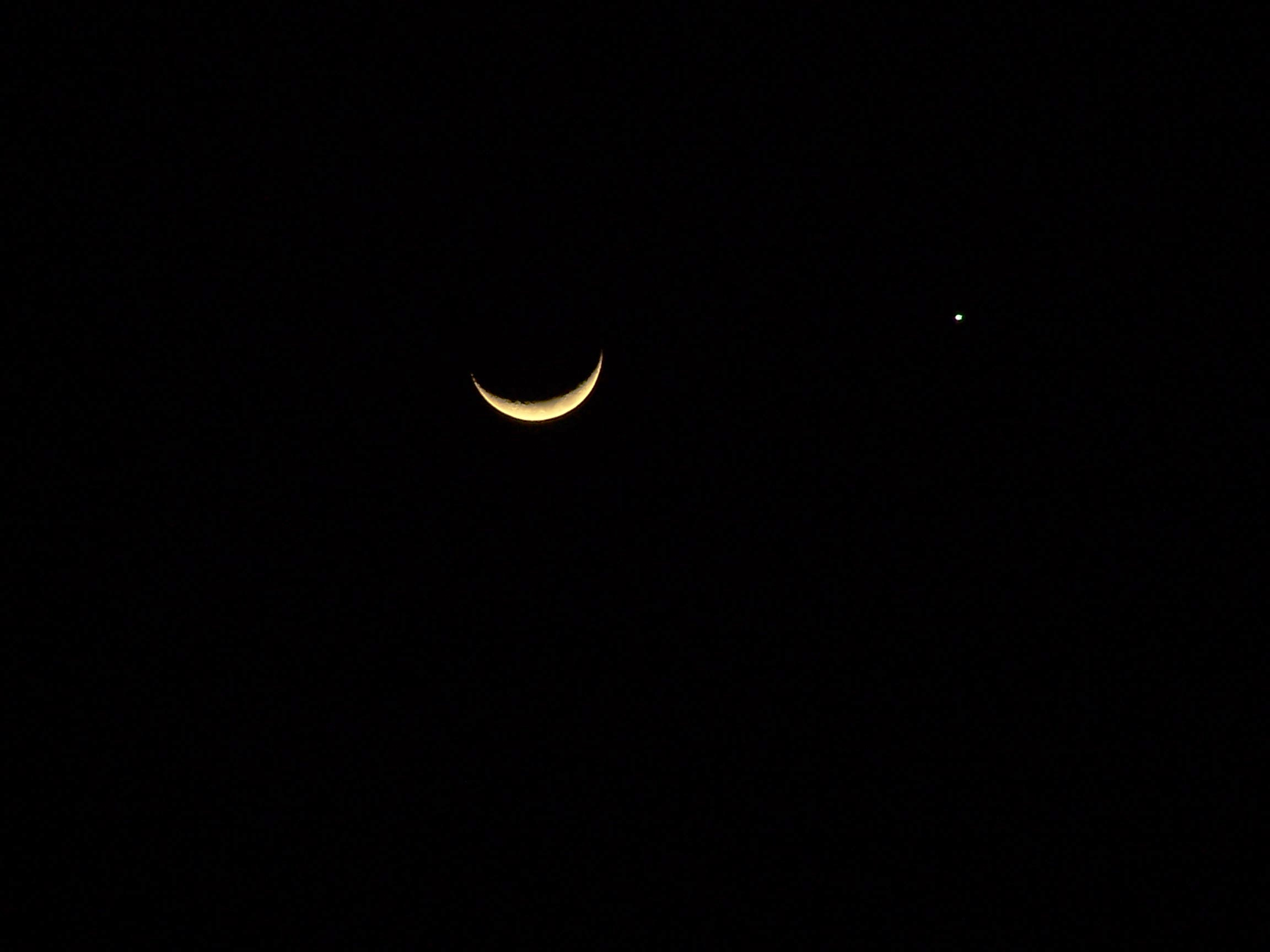
Mondschiffchen am Nachthimmel

Das Symbol der Mondsichel, auch als Sichelmond oder Viertelmond bezeichnet, wird bildlich meist als eine Form dargestellt, die sich ergibt, wenn von einer Kreisfläche ein Teil durch eine zweite Kreisfläche entfernt wird. Die so gebildete zweiseitig gekrümmte konkav-konvexe Figur mit zwei Spitzen ist nach dem Erdmond und dem Schneidwerkzeug Sichel benannt. Das Symbol stellt stilisiert den Mond im ersten oder letzten Viertel der Mondphasen dar. Die Mondsichel zeigt keinen Halbmond im astronomischen Sinn, da dieser die Phase der Dichotomie bezeichnet, bei der der Mond gerade zur Hälfte beleuchtet ist und als Halbkreis erscheint. Dennoch wird das Mondsichel-Symbol etwa in der Umgangssprache oder von der Internationalen Rotkreuz- und Rothalbmond-Bewegung auch als Halbmond bezeichnet.

## Geometrische Betrachtung
Stilisiert wird eine Mondsichel oft als Differenz zweier überlappender Kreisflächen dargestellt. Bei dieser Form der Darstellung können die Zentren beider Kreise verschiedene Abstände haben und der Radius des subtrahierten Kreises kann größer, gleich groß oder kleiner sein als der Radius des Kreises, von dem subtrahiert wird. Allerdings entsprechen alle derart gebildeten Figuren nicht der astronomischen Erscheinung.
Denn die Form der am Himmel sichtbaren Mondsichel ergibt sich geometrisch auf andere Weise. Die Sonne bestrahlt stets genau eine Hälfte der Mondkugel, während die andere Hälfte dunkel bleibt. Die abgrenzende Linie als dortige Tag-Nacht-Grenze ist somit prinzipiell einem Großkreis ähnlich, der in Umfang und Durchmesser mit dem Umfang und Durchmesser des Mondes beziehungsweise der Mondscheibe übereinstimmt. Außer zu Neumond und Vollmond ist das Abbild dieses Großkreises von der Erde aus gesehen perspektivisch verzerrt zu einer Ellipse, deren Hälfte als Terminator auf der erdzugewandten Seite des Mondes sichtbar ist. Die lange Achse dieser Ellipse entspricht dabei dem Durchmesser der Mondscheibe, während die kurze Halbachse variabel ist. Deren Länge hängt von der Mondphase ab; sie wird bei Halbmond Null und die Ellipse damit zur Strecke. Somit ist die tatsächliche Mondsichel also nach außen stets durch den Kreisbogen der Mondscheibe begrenzt, nach innen aber durch den scheinbaren Ellipsenbogen des Terminators. Daher gibt es bei der realen Mondsichel auch keine überfallenden Spitzen, wie sie in den stilisierten Darstellungen oft anzutreffen sind.

Differenz von Kreisflächen
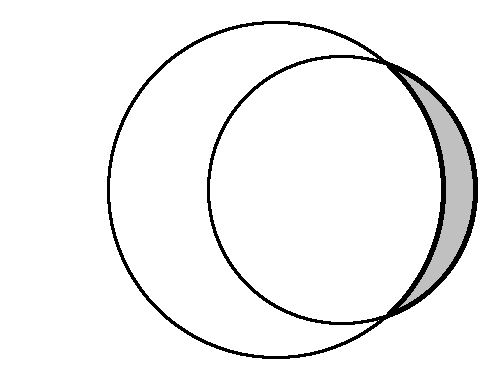
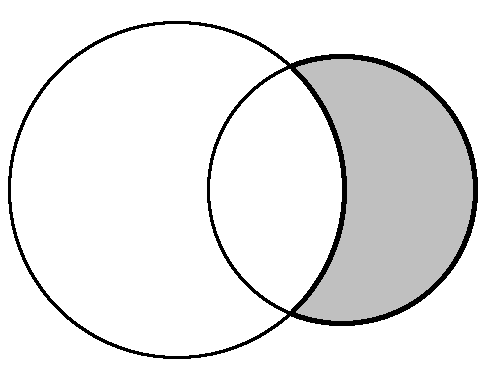
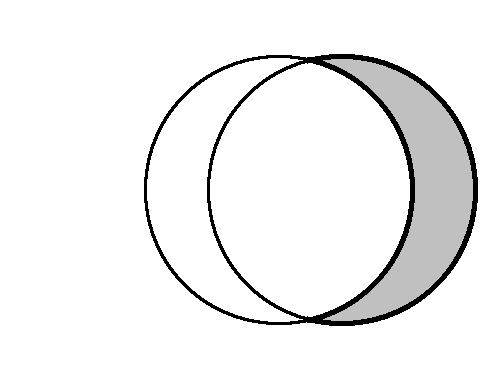
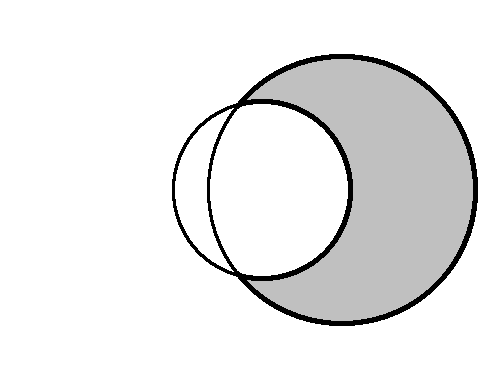

Reale Mondphasen
Mondsichel astronomisch
Halbmond astronomisch

Im astronomischen Sprachgebrauch wird der Halbmond, bei dem die angestrahlte Mondoberfläche genau zur Hälfte sichtbar ist und als Halbkreisfläche der Mondscheibe erscheint, auch als Halbphase (oder Dichotomie) bezeichnet und markiert als zunehmender Halbmond das Ende des ersten Viertels und als abnehmender Halbmond den Beginn des letzten Viertels eines Mondzyklus.
Eine liegende Mondsichel – wie sie in äquatornahen Regionen häufiger zu sehen ist – wird auch als Mondschiffchen bezeichnet.

## Vorkommen und Bedeutungen

Symbol des Roten Halbmondes

Redendes Wappen von Halbemond

Das Symbol der Mondsichel ist seit Jahrhunderten auf Flaggen und Wappen zu sehen, zum Teil auch mit einem Gesicht versehen, siehe Mond (Heraldik).
Als astronomisches Symbol stellt die Mondsichel den zunehmenden (☽ – Unicode U+263D, ) oder abnehmenden Mond (☾ – Unicode U+263E, ) oder eine Mondfinsternis dar. Auch kann mit demselben Zeichen eine Sonnenfinsternis symbolisiert werden. Die Sichel des abnehmenden Mondes steht außerdem für den Mond als Himmelskörper.
In der Astrologie steht die Sichel des abnehmenden Mondes für den Mond als „Planet“. Die Sichel des zunehmenden Mondes steht für den Montag und, wie auch in der Alchemie, als Elementsymbol für das Planetenmetall Silber. Ferner ist in der Astrologie das Mondschiffchen () das Symbol für den steigenden Mond. Der fallende Mond wird entsprechend durch eine stehende Mondsichel () symbolisiert. Das Lilithsymbol () steht in der Astrologie für Lilith, den Schwarzen Mond bzw. den Dunklen Zwilling des Mondes. Dabei handelt es sich jedoch nicht um einen Himmelskörper, sondern entweder um das Apogäum oder um den zweiten („leeren“) Brennpunkt der exzentrisch-elliptischen Mondbahn.
Die Mondsichel ist ein bedeutendes, wenn nicht das bedeutendste Symbol im Islam. Als solches wird sie häufig mit einem (oft fünfzackigen) Stern kombiniert. Der Stern ist dabei in der Regel kleiner als die Mondsichel und befindet sich meist in oder vor der Öffnung der Sichel (siehe unten).
Als Münzmeisterzeichen des Münzmeisters Gerhard Stein der Münzstätte Leipzig (um 1512) und des Münzmeisters Hans Passek der Münzstätte Zwickau (1477–1478) kommt die Mondsichel auf kursächsischen Münzen vor.
Die rechts offene und mit Nase ausgestattete Mondsichel steht – in Anlehnung an das alchemistische Symbol – für Silber im deutschen Reichsstempel auf Silberwaren.
Daneben beziehen sich die Bezeichnungen recht unterschiedlicher Begriffe auf eine – hier „Halbmond“ genannte – mondsichelähnliche Form, beispielsweise
- Roter Halbmond: ein Schutzzeichen nach den Genfer Abkommen und ein Symbol der Internationalen Rotkreuz- und Rothalbmond-Bewegung. Die entsprechenden nationalen Gesellschaften fast aller muslimischen Länder verwenden hinsichtlich ihres Symbols und Namens den Roten Halbmond (engl. Red Crescent).
- Fruchtbarer Halbmond, ein niederschlagsreiches Winterregengebiet nördlich der Syrischen Wüste bzw. im Norden der arabischen Halbinsel.
- Goldener Halbmond, das Hauptanbaugebiet von Opium in Asien.

Auch haben verschiedene Backwaren eine dreidimensionale Form, deren Schnitt einer Mondsichel ähneln kann, darunter das Croissant, das Kipfel und das Kipferl. Man spricht hier auch von einer „Hörnchenform“, da die Spitzen an Tierhörner erinnern.

## Geschichte

### Antike

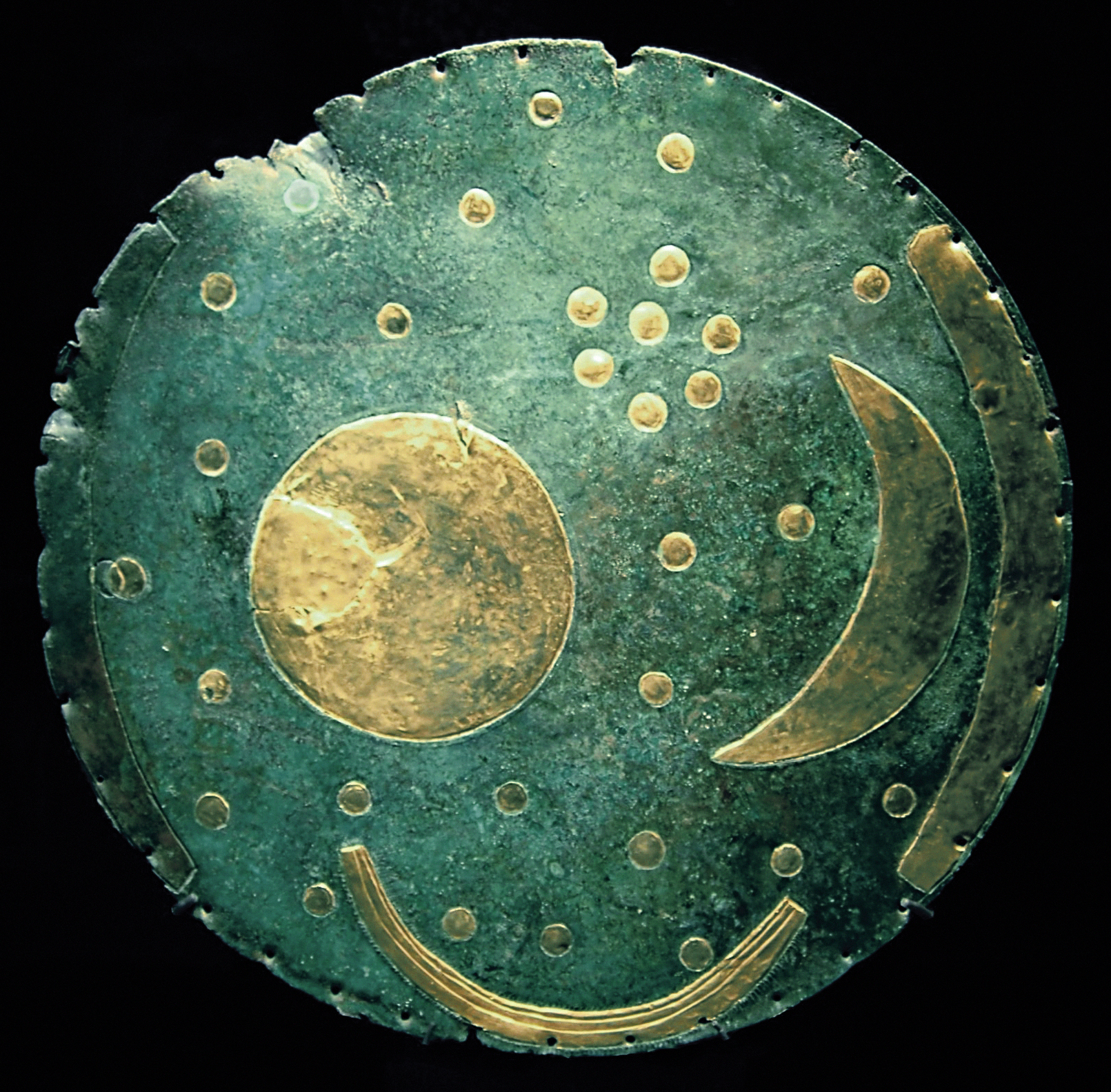
Die Himmelsscheibe von Nebra

Darstellungen von Mondsicheln lassen sich ab dem 3. Jahrtausend v. Chr. im Alten Ägypten, in Mesopotamien und im heutigen Europa belegen. Im ägyptischen Mondkalender wurden mit dem Symbol der Mondsichel die Monate gekennzeichnet. Auch stand das Symbol für den Namen des Mondgottes Jah. Daneben dienten Mondsichel (und Stern) der Darstellung der phönizischen Göttin Tanit wie auch der griechischen Göttinnen Selene und Artemis, sowie deren römischen Entsprechungen, den Göttinnen Luna und Diana.
Auch die Himmelsscheibe von Nebra aus der Bronzezeit trägt unter anderem das Symbol der Mondsichel beziehungsweise zeigt ein Abbild des zunehmenden Mondes im ersten Viertel.

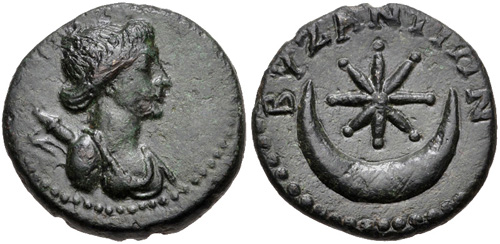
Münze mit Diana sowie Mondsichel und Schriftzug „Byzantion“ (dem ursprünglichen Namen Konstantinopels), 1. Jh. v. Chr./1. Jh. n. Chr.

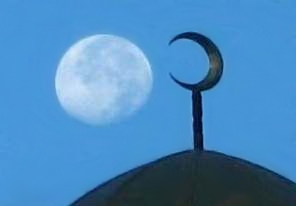
Mond neben dem Mondsichelsymbol einer Moschee

Die Stadt Konstantinopel übernahm das sichelförmige Mondsymbol. Der Überlieferung zufolge hatte diese es zu Ehren der Göttin Diana gewählt. Nach anderen Quellen ginge es auf eine Schlacht zurück, in der die Römer die Goten am ersten Tag eines Mondmonats besiegten. Auf jeden Fall war die Mondsichel bereits in vorchristlicher Zeit ein Symbol für die Stadt.

### Islamische Welt
Die ursprüngliche muslimische Gemeinschaft verfügte über kein direktes eigenes Symbol. Zu Zeiten des Propheten Mohammed trugen die islamischen Armeen und Karawanen einfarbige Flaggen (schwarz, grün oder weiß). Spätere muslimische Generationen führten die Tradition der einfachen schwarzen, weißen oder grünen Flagge fort, ohne Embleme, Schriftzeichen oder Symbole.
Spätestens im Osmanischen Reich wurden Mondsichel und Stern (Hilal) mit der muslimischen Welt in Verbindung gebracht. Nach der Legende sah der Gründer des Osmanischen Reiches Osman I. im Traum die Mondsichel, die sich von einem Ende der Erde zum anderen ausdehnte. Dieses als gutes Omen nehmend, beschloss er, die Mondsichel als Symbol seiner Dynastie zu übernehmen.
Jahrhundertelang beherrschte das Osmanenreich einen großen Teil der muslimischen Welt. Durch die fortdauernde Auseinandersetzung mit dem christlichen Europa hat sich das Symbol auch mental mit dem Glauben des sunnitischen Islams verbunden und eine Wandlung von einem alten heidnischen Bild zum heutigen Symbol des sunnitischen Islams durchlaufen.

### Christentum

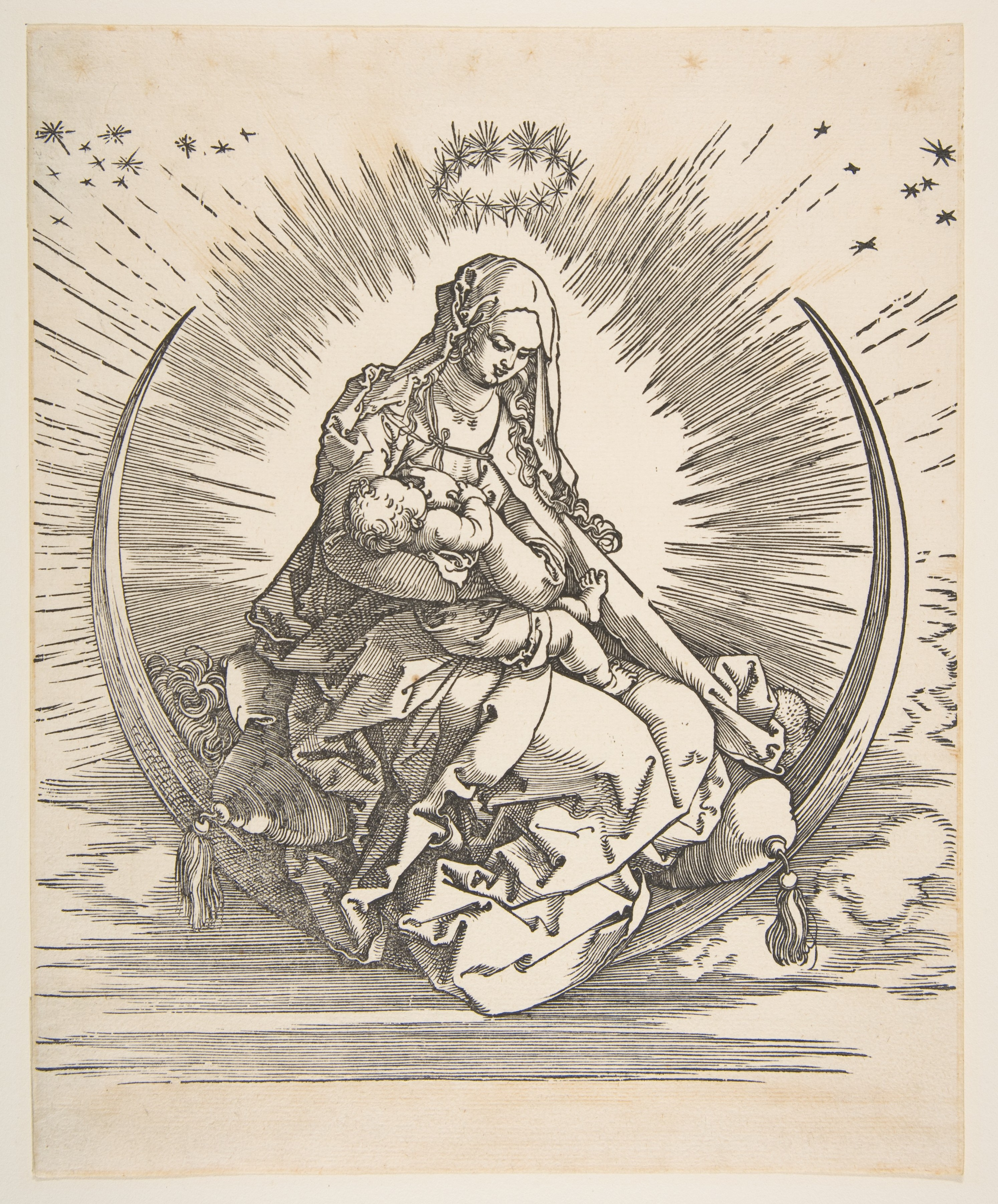
Maria als „Königin des Himmels“ (Albrecht Dürer)

Das Symbol der Mondsichel findet sich auch in der christlichen Tradition. Es geht zurück auf eine Textstelle in der Offenbarung des Johannes, in der die Himmelserscheinung einer Frau beschrieben wird:

„Dann erschien ein großes Zeichen am Himmel: eine Frau, mit der Sonne bekleidet; der Mond war unter ihren Füßen und ein Kranz von zwölf Sternen auf ihrem Haupt.“

In der katholischen Tradition wird in der Frauengestalt Maria als Mutter Jesu erkannt und die Figur daher als (apokalyptische) Mondsichelmadonna oder auch als Himmelskönigin (lat. regina caeli) bezeichnet. Andere sehen darin eine Darstellung der „reinen Gemeinde“, die Vollzahl aller Gläubigen.
Gelegentlich wird die Auffassung vertreten, die Sichel stelle nicht den Mond dar, sondern den Planeten Venus, dem in der Astrologie Weiblichkeit zugesprochen wird und mit dem, als Morgenstern oder als Abendstern, Maria ebenfalls assoziiert ist. Die Lichtgestalt der Venus kann, wie die des Mondes, als Sichel erscheinen – doch sind diese Venusphasen mit bloßem Auge nicht zu erkennen.